# Generalstabsausbildung (Österreich)
Die Generalstabsausbildung im österreichischen Bundesheer steht grundsätzlich jedem Offizier offen. Zwingend notwendige Voraussetzungen hierfür sind jedoch der erfolgreiche Abschluss der Offiziersausbildung an der Theresianische Militärakademie, vier bis fünf Jahre Dienst als Truppenoffizier mit überdurchschnittlich guter Beurteilung, der Eignungsnachweis als Kommandant einer militärischen Einheit sowie die körperliche und geistige Eignung. Das Vorschlagsrecht obliegt der Truppe, die Generalstabsausbildung steht zusätzlich auch grundsätzlich ausländischen Militärangehörigen offen.
Das Hauptziel der österreichischen Generalstabsausbildung ist der Erwerb anwendungsbereiter Kenntnisse bezüglich des Kampfeinsatzes verbundener Waffe sowie der Führung und Versorgung militärischer Großverbände ab Brigadeebene. Dazu erfolgen Lehre und Forschung in einzelnen Blöcken wie z. B. Truppenführung, Logistikführung, Wehrpolitik sowie militärische und allgemeine Wissensbildung, die in etwa 40 Studienfächer gegliedert sind.

## Vorbereitung und Ausbildungsverlauf
Aus dem freiwilligen Bewerberkreis, der diese Bedingungen erfüllt, wählt das federführende Bundesministerium für Landesverteidigung geeignete Anwärter zur Generalstabsausbildung aus. Mit einem Vorlauf von etwa einem Jahr vor Beginn des eigentlichen Generalstabslehrgangs nehmen die in Betracht kommenden Offiziere an einer Vorschulung teil, mit Zielsetzung einer Vorauswahl über die sogenannte „erste Prüfung“ und nachfolgende „Hauptprüfung“, ohne Möglichkeit einer Wiederholungsprüfung.
Fächer der ersten Prüfung sind beispielsweise Taktik, militärisches Grundwissen und Allgemeinwissen. Etwa 20 bis 25 % der Hörsaalteilnehmer meistern diese Prüfungshürde erfolgreich.
Prüfungsschwerpunkte der nachfolgenden Hauptprüfung, die an der Landesverteidigungsakademie abgelegt wird, sind darüber hinaus ausreichende Kenntnisse in Waffenlehre, Wehr-Geographie und Fremdsprachen nachzuweisen, was bei etwa 50 % der Offiziershörer der Fall ist. Nach bestandener Hauptprüfung können die betreffenden Offiziere in den eigentlichen „Generalstabskurs“ des betreffenden „Generalstabsjahrgangs“, nunmehr an der Landesverteidigungsakademie, aufgenommen werden.
Der Generalstabskurs dauert zwei Jahre, mit anschließender einjähriger „Erprobung im Generalstabsdienst“. Die Hörsaalausbildung wird regelmäßig ergänzt durch taktische Reisen, Alpin-Ausbildung sowie praktische Übungen und Unterweisungen. Die Kenntnisse über den Gesamtumfang des Lehrstoffes werden in zwei Hauptprüfungen nachgewiesen. Die erste Hauptprüfung ist im zweiten Studienjahr, gegen Ende des vierten Semesters eingeplant. Die zweite Hauptprüfung erfolgt im dritten Studienjahr, am Ende der einjährigen Erprobung im Generalstabsdienst. Diese letzte Ausbildungsstufe nehmen circa 80 % der Kursteilnehmer erfolgreich. Danach erfolgt die Aufnahme der betreffenden Offiziere in das Generalstabskorps und die Beförderung beispielsweise zum „Hauptmann des Generalstabs“ (kurz: HptmdG).

## Einsatz im Generalstab
Generalstabsoffiziere des österreichischen Bundesheers sind Generalisten. Lebenslanges Lernen ist Grund-Maxime. Nach erfolgreicher Ausbildung erfolgt in der Regel ihr Einsatz in einer herausgehobenen Stabsverwendung, einer Adjutantur oder auf Dienstposten höherer Truppenkommandeure.
In der Folgezeit bestehen Möglichkeiten zur Vertiefung der Kenntnisse und zur wissenschaftlichen Weiterbildung. Dazu finden Kurse für höhere Truppenkommandeure des österreichischen Bundesheeres statt.